# 宮下匡之
宮下 匡之（みやした ただゆき、昭和43年6月13日 -）は、日本の外交官。

## 人物
東京都出身。1992年3月に東京大学法学部第3類卒業後、外務省入省。在オーストラリア大使館公使、在インドネシア大使館公使、大臣官房参事官、大臣官房審議官等を経て、2024年7月より儀典長を務める。

## 略歴
- 1992年4月　外務省入省
- 2007年2月　在ブラジル日本国大使館 一等書記官
- 2009年1月　在ブラジル日本国大使館 参事官
- 2010年7月　大臣官房総務課 首席事務官
- 2011年9月　大臣官房総務課企画官兼首席事務官
- 2012年9月　欧州局ロシア課中央アジア・コーカサス室長
- 2013年6月　国際協力局国別開発協力第一課長
- 2015年6月　国際協力局開発協力総括課長
- 2016年10月　在オーストラリア日本国大使館 参事官
- 2018年1月　在オーストラリア日本国大使館 公使
- 2018年8月　在インドネシア日本国大使館 公使
- 2021年4月　大臣官房参事官兼中東アフリカ局アフリカ部、国際協力局
- 2021年9月　大臣官房サイバーセキュリティ・情報化参事官兼中東アフリカ局アフリカ部（大使）、国際協力局
- 2022年9月　大臣官房審議官（中東アフリカ局アフリカ部、国際協力局担当）
- 2022年11月　大臣官房審議官
- 2024年1月　大臣官房審議官（総括担当） 兼 大臣官房公文書監理官
- 2024年7月　大臣官房儀典長

## 同期
- 池上正喜（23年大臣官房審議官（欧州局担当））
- 石瀬素行（24年国際情報統括官）
- 金井正彰（24年国際法局長）
- 片平聡（23年経済局長）
- 北村俊博（23年大臣官房審議官（中東アフリカ局、中東アフリカ局アフリカ部、国際協力局、地球規外模課題担当））
- 熊谷直樹（24年大臣官房審議官（Ｇ７外相会合、貿易大臣会合準備事務局長、総合外交政策局、領事局担当））
- 高田真里（21年在重慶総領事）
- 中村和彦（24年地球規模課題審議官・22年大臣官房審議官）
- 中村仁威（24年軍縮不拡散・科学部長、国際法研究者）
- 中村亮（23年アジア大洋州局南部アジア部長）
- 西永知史（23年大臣官房審議官（総合外交政策局担当））
- 原圭一（23年ジブチ大使）
- 別所健一（23年ミュンヘン総領事）